# Krankheitskosten
Als Krankheitskosten (oder Behandlungskosten, Gesundheitskosten; englisch cost-of-illness) werden in der Gesundheitswirtschaft und im Versicherungswesen jene Kosten bezeichnet, die durch eine Krankheit, durch Unfall oder durch sonstige vereinbarte Leistungen einschließlich solcher bei Schwangerschaft und Entbindung sowie für ambulante Vorsorgeuntersuchungen zur Früherkennung von Krankheiten nach gesetzlich eingeführten Programmen verursacht wurden.

## Allgemeines
Die Krankheitskosten haben in der Volkswirtschaft eine große Bedeutung erlangt. Das Statistische Bundesamt ermittelte für 2020 Krankheitskosten von insgesamt 431,8 Mrd. Euro, das sind 5190 Euro pro Kopf, wobei sich die höheren Krankheitskosten der Frauen (61,9 %) tendenziell denen der Männer (38,1 %) angleichen. Damit erreichten die Krankheitskosten 12,7 % des Bruttoinlandsprodukts.
Krankheitskosten sind jedoch kein Thema der Neuzeit, sondern wurden bereits 1896 in Sachsen thematisiert. Der enorme Anstieg der Krankheitskosten ab den 1980er Jahren in vielen Industriestaaten hat die Krankheitskosten in die politische Diskussion gerückt und den Gesetzgeber zu Maßnahmen der Kostendämpfung veranlasst.

## Kostenverursachung
Krankheitskosten entstehen insbesondere durch die Inanspruchnahme der Dienstleistungen von Wirtschaftssubjekten (Leistungserbringer) wie Apotheken, Ärzten, Heilpraktikern, Krankenhäusern, Gutachtern, Institutionen der Rehabilitation, Pflegedienste, Rettungsdienste oder Kuranstalten und die Nachfrage nach Produkten wie Arzneimitteln der Pharmahersteller oder Heil- und Hilfsmitteln anderer Unternehmen durch Patienten. Letztere sind die alleinigen Nachfrager auf dem Gesundheitsmarkt nach Gesundheitsleistungen, die Krankheitskosten auslösen. Zu den Krankheitskosten gehören auch die Kosten für Krankheitsprävention und Vorsorgeuntersuchungen. Zu den Krankheitskosten zählen neben Krankheit und Unfall auch sonstige medizinischen Leistungen, die in den Allgemeinen Versicherungsbedingungen (AVB) aufgeführt sind. Nach § 1 Abs. 1 AVB bietet der Versicherer Versicherungsschutz für Krankheiten, Unfälle und andere im Versicherungsvertrag genannte Ereignisse. Nach § 1 Abs. 2 AVB ist der Versicherungsfall die medizinisch notwendige Heilbehandlung einer versicherten Person wegen Krankheit oder Unfallfolgen. Da die AVB auf den Versicherungsvertrag verweisen, gelten als Krankheitskosten alle von Versicherungsfällen ausgelösten Aufwendungen, die dort abschließend aufgezählt sind.

## Kostendeckung
Beim Patienten angefallene Krankheitskosten lösen in der gesetzlichen und privaten Krankenversicherung, bei Betriebskrankenkassen sowie in der Beamtenbeihilfe einen Versicherungsfall aus, der zur Zahlung durch den Versicherer oder die Beihilfebehörde führt. Versicherungsfall ist die medizinisch notwendige Heilbehandlung einer versicherten Person wegen Krankheit oder Unfallfolgen. Zum Versicherungsfall gehört bereits die erste ärztliche Untersuchung, die auf die Erkennung eines Leidens abzielt. Der Versicherungsschutz dieser Institutionen nimmt vor allem die Krankheitskosten in Deckung.
Bei der Krankheitskostenversicherung ist der Versicherer gemäß § 192 VVG verpflichtet, im vereinbarten Umfang den Aufwand für medizinisch notwendige Heilbehandlung wegen Krankheit oder Unfallfolgen und für sonstige vereinbarte Leistungen einschließlich solcher bei Schwangerschaft und Entbindung sowie für ambulante Vorsorgeuntersuchungen zur Früherkennung von Krankheiten nach gesetzlich eingeführten Programmen zu erstatten. Versicherungsschutz genießt die versicherte Person (§ 193 Abs. 1 VVG). Die Versicherungspflicht mit Kontrahierungszwang ergibt sich nach § 193 Abs. 3 VVG für jede natürliche Person mit Wohnsitz im Inland, bei einem in Deutschland zum Geschäftsbetrieb zugelassenen Versicherungsunternehmen für sich selbst und für die von ihr gesetzlich vertretenen Personen eine Krankheitskostenversicherung, die mindestens eine Kostenerstattung für ambulante und stationäre Heilbehandlung umfasst und bei der die für tariflich vorgesehene Leistungen vereinbarten absoluten und prozentualen Selbstbehalte für ambulante und stationäre Heilbehandlung für jede zu versichernde Person auf eine betragsmäßige Auswirkung von kalenderjährlich 5.000 Euro begrenzt ist, abzuschließen und aufrechtzuerhalten; für Beihilfeberechtigte ergeben sich die möglichen Selbstbehalte durch eine sinngemäße Anwendung des durch den Beihilfesatz nicht gedeckten Vom-Hundert-Anteils auf den Höchstbetrag von 5.000 Euro. Beihilfeberechtigte erreichen eine Vollversicherung der meist auf 70 % bis 80 % der Krankheitskosten begrenzten Beihilfe durch einen Quotentarif bei einer privaten Krankenversicherung.
Die Krankheitskosten sind in weiten Bereichen administrierte Preise, die durch Gesetz oder andere Rechtsnormen festgelegt sind. Die Preisreglementierung ergibt sich insbesondere aus der GOÄ (für die private Krankenversicherung), Fallpauschalen (für ambulant tätige Vertragsärzte) oder den German Diagnosis Related Groups (Krankenhäuser). Sie alle enthalten genaue Leistungsbeschreibungen.
Alle Leistungserbringer erstellen Rechnungen oder Privatliquidationen, die vom Patienten als Schuldner zu bezahlen sind. Die Fälligkeit der Rechnung setzt nicht voraus, dass diese mit dem materiellen Gebührenrecht übereinstimmt. Nach diesem Urteil muss die Arztrechnung jedoch dem formellen Gebührenrecht entsprechen. Wichtiger Faktor auf dem Gesundheitsmarkt sind die Arzneimittelpreise, die durch die Arzneimittelpreisverordnung einem Höchstpreis unterliegen.

## Steuerliche Behandlung
Für den einkommensteuerpflichtigen Patienten sind Krankheitskosten allgemein als Kosten der privaten Lebensführung nicht abzugsfähige Ausgaben, selbst wenn sie durch berufliche Tätigkeit verursacht wurden und zur Wiederherstellung der Arbeitsfähigkeit notwendig sind. Ausnahme bilden die Berufskrankheiten, deren Krankheitskosten als Betriebsausgaben oder Werbungskosten abgesetzt werden können. Werbungskosten sind dem Bundesfinanzhof (BFH) zufolge nur jene Krankheitskosten eines Arbeitnehmers, „die die Ausübung des Dienstes mit sich bringen“ und „klar und eindeutig durch die berufliche Tätigkeit veranlasst sind“.
Vom Patienten selbst getragene Krankheitskosten (etwa wegen der Aufrechterhaltung einer Beitragsrückerstattung oder wegen Selbstbeteiligung) können auch nicht als Sonderausgaben gemäß § 10 Abs. 1 Nr. 3a EStG geltend gemacht werden.
Bei der Geltendmachung von Krankheitskosten als außergewöhnliche Belastung im Sinne des § 33 EStG gelten in der Regel sehr strenge Nachweisanforderungen, die sich unter anderem aus § 64 EStDV ergeben. In der Regel ist eine Verordnung eines Arztes oder Heilpraktikers für Arznei-, Heil- und Hilfsmittel vorzuweisen. In einigen Fällen, beispielsweise bei der auswärtigen Unterbringung eines an Legasthenie oder einer anderen Behinderung leidenden Kindes des Steuerpflichtigen, ist eine vorherige Begutachtung durch den zuständigen Amtsarzt oder durch den Medizinischen Dienst der Krankenversicherung notwendig. Gegen letzteres bestehen zum Teil größere verfassungsrechtliche Bedenken, die sich vor allem auf die Notwendigkeit der vorherigen Begutachtung beziehen. Die geltend gemachten Krankheitskosten müssen die zumutbare Belastung des § 33 Abs. 3 EStG überschreiten.
Eine Geltendmachung als außergewöhnliche Belastung scheidet aus, wenn und soweit Krankheitskosten durch Dritte erstattet wurden (Krankenversicherungen, Beihilfe im öffentlichen Dienst).

## Wirtschaftliche Aspekte
Die Krankheitskosten stellen auf der Seite der Patienten Kosten dar, die durch Kostenträger (Versicherer usw.) übernommen und bei diesen zu Ausgaben werden. Korrespondierend stellen sie bei den Leistungserbringern Umsatzerlöse und Einnahmen dar. Die überproportionalen Steigerungen der Krankheitskosten verursachen jedoch durch steigende Schadenquoten auch höhere Versicherungsprämien und Beitragssätze, die wiederum von den Patienten als Versicherungsnehmer und den Arbeitgebern (Lohnnebenkosten) anteilig bezahlt werden müssen. Steigende Krankheitskosten wirken daher kontraktiv auf die Arbeitseinkommen bzw. Gewinne der Arbeitnehmer und Arbeitgeber. Verschiedene gesetzgeberische Maßnahmen haben deshalb zu Versuchen der Kostendämpfung geführt wie die Gesundheitsreform in Deutschland.
Auf dem Gesundheitsmarkt sind die Krankheitskosten von ausschlaggebender Bedeutung und gelten dort als Marktpreis. Hier ist als Marktteilnehmer neben den genannten Kostenträgern und Dienstleistern auch die Pharmaindustrie präsent, die als Produkte Arzneimittel anbietet. Im Unterschied zu anderen Märkten unterliegt der Gesundheitsmarkt einer besonderen Marktregulierung, die unter anderem aus der Approbation von Ärzten, Arzneimittelzulassung, Verschreibungspflicht oder partiellen Werbeverboten besteht (Marktschranken). Die Preisbildung der Krankheitskosten erfolgt nicht wie auf Gütermärkten durch Angebot und Nachfrage, sondern besteht aus vielen gesetzlich festgelegten administrierten Preisen in Form von Höchstpreisen, die zu Marktstörungen und Marktversagen führen. Hierzu gehören die Arzneimittelpreisverordnung, Gebührenordnungen, Festbeträge oder Fallpauschalen und Sonderentgelte.
Die Krankheitskosten-Analyse (englisch cost-of-illness-analysis) ist eine häufig durchgeführte Art der Kostenanalyse. Sie wird eingesetzt, um die Bedeutung von Krankheiten in einer Gesellschaft zu ermitteln und die Kosten für eine Krankheit zu evaluieren. Dabei wird zwischen direkten (Faktorkosten der Behandlung) und indirekten Krankheitskosten (Produktivitätsverluste durch Arbeitsunfähigkeit, Erwerbsunfähigkeit und frühem Tod) unterschieden. Ziel der Analyse ist die Ermittlung der volkswirtschaftlichen Kosten jeder Krankheit und die Gewinnung von Anhaltspunkten für die ökonomische Verwendung der Forschungsmittel.

## Statistik
International liegen die Anteile der Gesundheitsausgaben am Bruttoinlandsprodukt (BIP) wie folgt:
| Staat                  | Anteil am BIP in % |
| ---------------------- | ------------------ |
| Afghanistan            | 21,8               |
| Armenien               | 12,3               |
| Belgien                | 11,0               |
| Deutschland            | 12,9               |
| Frankreich             | 12,3               |
| Japan                  | 10,8               |
| Kanada                 | 12,3               |
| Kiribati               | 14,8               |
| Kuba                   | 13,8               |
| Marshallinseln         | 12,6               |
| Nauru                  | 13,0               |
| Niederlande            | 11,3               |
| Norwegen               | 09,9               |
| Österreich             | 12,1               |
| Schweiz                | 11,8               |
| Schweden               | 11,3               |
| Tuvalu                 | 19,9               |
| Vereinigtes Königreich | 12,4               |
| Vereinigte Staaten     | 17,4               |

Die höchsten Anteile der Krankheitskosten am BIP weisen viele Inselstaaten auf, die ein relativ geringes BIP erwirtschaften. Kuba ist bekannt für sein gutes Gesundheitssystem, das einen entsprechend hohen Anteil am BIP fordert. Zur Führungsgruppe gehören die USA, deren medizinischer Standard hoch ist und deshalb auch trotz hohem BIP-Niveau einen großen Anteil aufweist. Viele europäischen Staaten weisen BIP-Anteile zwischen 11 % und über 12 % auf.